# Kana Fukuma
Kana Fukuma (福間 香奈) (née Kana Satomi (里見 香奈) le 2 mars 1992 à Izumo) est une joueuse professionnelle japonaise de shogi. Elle est 5e dan au classement féminin, mais c'est également la première femme à avoir atteint le grade de 3e dan au classement mixte. Elle a remporté tous les principaux titres féminins professionnels du shogi, à savoir le Meijin féminin (ja), le Osho féminin (ja), le Oza féminin (ja), la Coupe Kurashiki Toka (ja), le Jo-Ō (ja) et le Oi féminin (ja).
Du fait de ses nombreuses victoires, elle détient les titres honoraires de Meijin, Osho et Kurashiki Toka.

## Biographie

### Premières années
En 2003, elle représente la préfecture de Shimane au 28e Meijin des écoliers (ja); elle est battue en demi-finales.
Plus tard la même année, Satomi intègre la ligue des apprenties féminines sous la tutelle du joueur professionnel Keiji Mori. Elle obtient le grade de deuxième kyu en octobre 2004.

### Carrière au shogi

#### Professionnelle féminine
En septembre 2008, Satomi passe 2e dan en remportant le tournoi des prétendantes à la Coupe Kurashiki Toka, elle se qualifie ainsi pour la finale qu'elle remporte face à Ichiyo Shimizu,,,. Elle conservera le titre tous les ans jusqu'en 2012; ces victoires successives lui octroient le titre honoraire.

#### Aspirante au titre de professionnel mixte
En avril 2011 Satomi, qui avait remporté plusieurs titres en tant que professionnelle féminine, dépose sa candidature pour intégrer le centre de formation de la Fédération japonaise dans le but d'obtenir le même titre professionnel que celui des joueurs hommes. Son examen d'entrée consiste en trois parties ; elle remporte la troisième et est acceptée,.
En janvier 2012, Satomi devient la première femme à acquérir le grade de premier dan professionnel, en juillet 2013, Satomi est promue deuxième dan, en décembre de la même année elle passe troisième dan, ce qui l'autorise à tenter la dernière étape pour devenir professionnel mixte : la Ligue des 3e dan.
Satomi ne participe pas au tournoi de la ligue s'étendant d'avril à septembre 2014, ainsi qu'à celui s'étendant d'octobre 2014 à mars 2015 à cause de problèmes de santé,.
Elle intègre la 58e Ligue (d'octobre 2015 à mars 2016), où elle totalise 5 victoires et 13 défaites. Elle échoue également aux 59e (7 victoires - 11 défaites), 60e (8 victoires - 10 défaites) et 61e (7 victoires - 11 défaites) éditions,,.
Étant âgée de 25 ans au début de la 62e Ligue (octobre 2017 - mars 2018), et la fédération japonaise ayant fixé une limite d'âge à 26 ans pour obtenir le titre de joueur professionnel, Kana Satomi est dans l'obligation soit d'obtenir le titre sur cette édition, soit de remporter au moins 10 victoires pour obtenir une prolongation,. Elle échoue finalement et doit quitter le centre de formation des apprentis et la Ligue des 3e dan ; elle peut en revanche encore devenir professionnel mixte par un test d'admission.

## Palmarès

### Titres majeurs
Satomi a disputé 81 finales de titre majeur et en a remporté 65.
| Titre                     | Victoires                          | Victoires | Finales perdues        |
| ------------------------- | ---------------------------------- | --------- | ---------------------- |
| Open féminin Mynavi, Jo-Ō | 2013, 2025                         | 2         | 2014, 2019, 2022       |
| Seirei (ja)               | 2019, 2020, 2022 à 2025            | 6         | 2021                   |
| Meijin féminin            | 2009-10 à 2020-21 2023-24, 2024-25 | 14        | 2021-22                |
| Coupe Kurashiki Toka      | 2008 à 2012, 2015 à 2024           | 15        | 2013                   |
| Osho féminin              | 2010 – 2012, 2015 – 2018, 2021     | 8         | 2013, 2019, 2022, 2024 |
| Oi féminin                | 2012, 2015 à 2017, 2019 à 2025     | 11        | 2013, 2018             |
| Oza féminin               | 2013, 2016 à 2018, 2021 à 2024     | 8         | 2019, 2020             |
| Hakurei, ligue blanche    | 2022                               | 1         | 2023, 2024             |

### Parties commentées
- Kana Satomi - Momoko Kato 12e Mynavi Open, finale des candidates, "Nakabisha vs Ibisha" commentaire en anglais par Karolina Styczynska